# Zenon Królasik

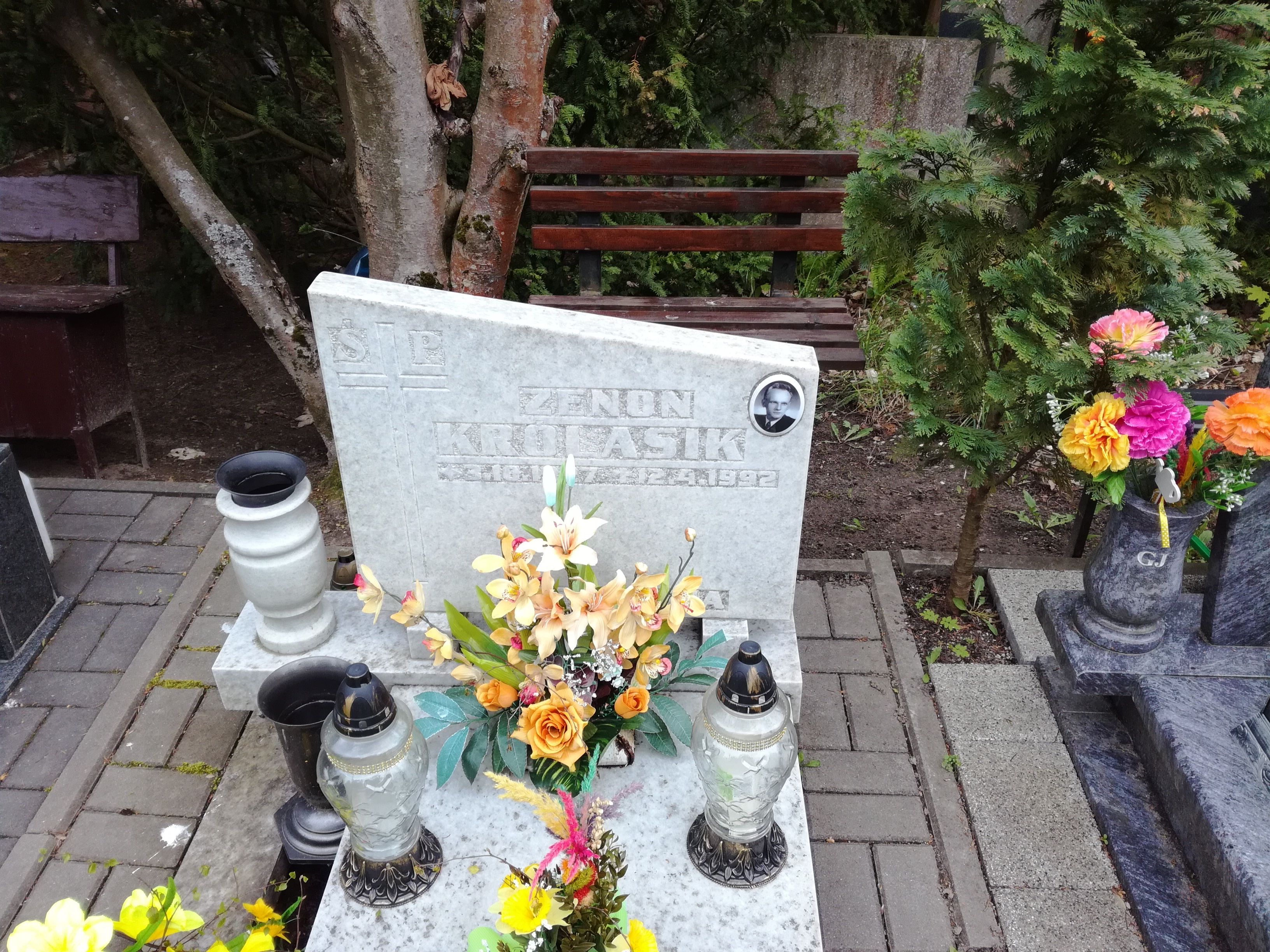
Grób Zygmunta Królasika na Cmentarzu Łostowickim w Gdańsku

Zenon Królasik (ur. 3 października 1927 w Roślu, zm. 12 kwietnia 1992) – polski ślusarz i polityk, poseł na Sejm PRL IV kadencji.

## Życiorys
Uzyskał wykształcenie średnie, z zawodu ślusarz. Był mistrzem ślusarskim w Gdańskiej Stoczni „Remontowa”. Należał do Polskiej Zjednoczonej Partii Robotniczej, w 1965 z jej ramienia uzyskał mandat posła na Sejm PRL IV kadencji z okręgu Gdańsk. W Sejmie pracował w Komisji Gospodarki Morskiej i Żeglugi.
Odznaczony Brązowym Krzyżem Zasługi. Został pochowany na Cmentarzu Łostowickim w Gdańsku.